# Crazy Dennis Tiger
Crazy Dennis Tiger is een Duitse korte film uit 2012 onder regie van Jan Soldat. De film ging in première op het Internationaal filmfestival van Berlijn.

## Verhaal
De jonge Dennis woont in een klein dorpje in Brandenburg. Dennis is een teruggetrokken eenling en de jongens waar hij in zijn vrije tijd mee optrekt zijn niet meer dan oppervlakkige kennissen. Zijn enige vriend is zijn grote broer Philipp, met name door hun gemeenschappelijke hobby worstelen. Als Philipp in een wedstrijd tegen de brute Eddy the Raptor gewond raakt staat Dennis er alleen voor. Hij is genoodzaakt alle verantwoordelijkheden en taken van zijn broer over te nemen. Als hij ontdekt hoezeer zijn broer zich gefrustreerd voelt omdat hij niets meer kan zweert Dennis dat hij zich zal wreken op Eddy, die voor deze toestand verantwoordelijk is.